# J. K. Dobbins
(en) Statistiques sur pro-football-reference
J'Kaylin "J. K." Dobbins, né le 17 décembre 1998 à Houston, est un joueur professionnel américain de football américain évoluant au poste de running back.
Au niveau universitaire, il a joué pour les Buckeyes de l'Université d'État de l'Ohio au sein de la Division I FBS de la NCAA entre 2017 et 2019.
Il joue depuis la saison 2020 pour la franchise des Ravens de Baltimore en National Football League (NFL).